# Liste der Landesstraßen in Thüringen ab der L 1000
Diese Liste der Landesstraßen in Thüringen ab der L 1000 ist eine Auflistung der Landesstraßen mit der führenden Ziffer 1 im deutschen Land Thüringen. Als Abkürzung für diese Landesstraßen dient der Buchstabe L. Die Zahl hinter dem L ist heute stets vierstellig.
Diese bisherigen Bezirksstraßen wurden in Thüringen gem. § 52, Abs. 1 des Thüringer Straßengesetzes vom 3. Mai 1993 in Landesstraßen umbezeichnet. Dabei wurde zunächst die alte Einteilung beibehalten, mit der Maßgabe, dass aus den Landstraßen I. Ordnung die Landesstraßen ab der L 1000 wurden. Dabei blieben die Ziffern der Landstraßen hinter der führenden 1 nach dem möglichen Einschub fehlender Nullen gleich. So wurde beispielsweise aus der LIO 27 die L 1027 des Landes Thüringen.
Aus den Landstraßen II. Ordnung gingen die heutigen Landesstraßen ab der L 2000 hervor. Die Landesstraßen ab der L 3000 sind durch Umwidmung anderer Straßen – hauptsächlich von Bundesstraßen – erst nach 1990 entstanden. Nach 1993 wurde ein großer Teil der thüringischen Landesstraßen abgestuft, weil die Verkehrsbedeutung oder der Ausbauzustand nicht mehr der Klassifizierung entsprach. Diese abgestuften Landesstraßen sind in der unvollständigen Liste ehemaliger Landesstraßen in Thüringen zu finden.
Die Bundesautobahnen und Bundesstraßen werden gestalterisch hervorgehoben.

## Landesstraßen
Der Straßenverlauf wird in der Regel von Nord nach Süd und von West nach Ost angegeben.

### L 1000 ff.
| Nr.     | Verlauf |
| ------- | --- |
| L 1001a | (L 566 in Niedersachsen) – Landesgrenze – Besenhausen – in Arenshausen |
| L 1002a | in Hohengandern – L 1072 – Gerbershausen – L 2009 – Fretterode – L 1003 |
| L 1003a | (L 3466 in Hessen) – Landesgrenze – Wahlhausen – Dietzenrode – L 1002 – Vatterode – L 1074 – Mackenrode – Eichstruth – Dieterode – L 2023 – Rüstungen – L 2026 – Wiesenfeld – Sickerode – Geismar – L 1007 – L 2032 – Lengenfeld unterm Stein – L 1008 in Struth |
| L 1005a | (L 568 in Niedersachsen) – Landesgrenze – Bischhagen – L 2006 – Siemerode – L 1009 – – L 1074 – Heilbad Heiligenstadt – L 3080 – L 1006 – Geisleden – Kreuzebra – Dingelstädt – |
| L 1006a | L 1005 in Heilbad Heiligenstadt – L 2024 – Flinsberg – L 1007 – L 2045 – Wachstedt – L 2032 – Küllstedt – L 1008 – Büttstedt – Bickenriede – L 2035 – Dörna – Hollenbach – in Mühlhausen/Thüringen |
| L 1007a | L 1006 in Flinsberg – Ascherode – Martinfeld – L 2022 – Ershausen – Geismar – L 1003 – Großtöpfer – Landesgrenze – (L 3467 in Hessen) |
| L 1008a | L 2041 in Dingelstädt – Küllstedt – L 1006 – Struth – L 1003 – in Eigenrieden |
| L 1009a | in Teistungen – Berlingerode – Günterode – L 1010 – Flugplatz Eichsfeld – L 1005 |
| L 1011a | (L 540 in Niedersachsen) – Landesgrenze – Ecklingerode – L 2017 – Brehme – L 1012 – Holungen – Bischofferode – L 2058 – Großbodungen – L 1014 – Kleinbodungen – L 2056 – Lipprechterode – L 2055 – Bleicherode – L 1035 – – L 1016/L 3080 |
| L 1012a | (L 531 in Niedersachsen) – Landesgrenze – Zwinge – L 1013 – L 2060 – Jützenbach – L 1011 – L 2055 – Kirchohmfeld – Worbis – L 3080 – |
| L 1013a | L 1012 in Zwinge – Silkerode – Bockelnhagen – Landesgrenze – (L 531 in Niedersachsen) |
| L 1014a | (L 98 in Sachsen-Anhalt) – Landesgrenze – – … – Sülzhayn – Ellrich – L 1032 – Landesgrenze – (L 601, L 603 und L 604 in Niedersachsen) – Landesgrenze – Mackenrode – Limlingerode – L 2060 – Epschenrode – L 2062 – L 1011 – Großbodungen – Neustadt im Eichsfeld – L 2055 – Haynrode – Breitenworbis – L 3080 – – L 1015 – Gernrode – Breitenholz – – L 3080 in Leinefelde |
| L 1015a | L 1014 – L 2049 – Rüdigershagen – Hüpstedt – L 1032 – L 2043 – Eigenrode – L 2038 – L 2041 – Dachrieden – |
| L 1016a | L 1011/L 3080 – Friedrichslohra – L 1033 – Friedrichsrode – Keula – L 1032 – L 2093 – L 2041 – Windeberg – Schröterode – Mühlhausen/Thüringen – Felchta – L 2104 – Oberdorla – Langula – L 2107 – Nazza – L 2108 – Mihla – L 2113 – L 1017 – Neukirchen – Stregda – L 1021 – / |
| L 1017a | L 1016 in Mihla – Freitagszella – Buchenau – Ebenau – Creuzburg – Lengröden – Deubachshof – L 1021 – Landesgrenze – (L 3251 in Hessen) |
| L 1019a | (L 3245 in Hessen) – Landesgrenze – L 2109/L 2110 in Großburschla – … – (L 3244 in Hessen) – Landesgrenze – Wendehausen – Diedorf – L 2104 – |
| L 1020a | L 1021 in Gerstungen – Oberellen – in Förtha |
| L 1021a | (L 3251b in Hessen) – Landesgrenze – L 2117 – Landesgrenze – (L 3251b und L 3251 in Hessen) – Landesgrenze – L 1022 – Untersuhl – Gerstungen – L 1020 – Neustädt – Landesgrenze – (L 3251 in Hessen) – Landesgrenze – L 1017 – Straßentunnel Hörschel – Stedtfeld – Eisenach – – L 1016 – / |
| L 1022a | (L 3250a in Hessen) – Landesgrenze – – Untersuhl – L 1021 – Landesgrenze – (L 3251 in Hessen) – Landesgrenze – Berka/Werra – L 1023 – Rienau – Horschlitt – Gospenroda – Springen – Kambachsmühle – Dorndorf – Dietlas – Menzengraben – Stadtlengsfeld – L 1120 – L 2602 – Weilar – |
| L 1023a | (L 3172 in Hessen) – Landesgrenze – Dippach – L 2117 – Berka/Werra – L 1022 – Herda – Hausbreitenbach – Fernbreitenbach – Wünschensuhl – Baueshof – Marksuhl – Lindigshof – Ettenhausen an der Suhl – Möhra – L 2895 – |
| L 1024a | in Tabarz – Kleiner Inselsberg – Brotterode – L 1127 – Trusetal – L 1126 – Wahles – Winne – |
| L 1025a | L 1029 in Laucha – – L 1027 – Waltershausen – Schnepfenthal – L 1026 – Rödichen – Ernstroda – L 2147 in Schönau vor dem Walde |
| L 1026a | L 2147n in Seebergen – Wechmar – L 1045 – Schwabhausen – Emleben – L 2147 – Gospiteroda – Leina – – L 1027 – Wahlwinkel – Schnepfenthal – L 1025 – Rödichen – Reinhardsbrunn – Friedrichroda – Kleinschmalkalden – L 1127 – Hohleborn – Seligenthal – L 1126 – L 1028 – Schmalkalden – L 1118 – – Wernshausen – Helmers – Georgenzell – Rosa – L 2618 – Roßdorf – Wiesenthal – Dermbach – Unteralba – Oberalba – L 2601 – Bremen – Geisa – – Landesgrenze – (L 3170 in Hessen) |
| L 1027a | – Schlotheim – Marolterode – Blankenburg – Bruchstedt – L 2090 – Bad Tennstedt – L 3176 – Herbsleben – L 2127 – Döllstädt – Großfahner – Gierstädt – L 2141 – L 1044 – Molschleben – Gotha – – L 3007 – L 1045 – Boilstädt – L 1026 – – L 1025 – Langenhain – Schwarzhausen – Winterstein – L 1127 – L 2119 – Steinbach – Bad Liebenstein – L 1126 – (neu) – (alt)/ in Barchfeld                                                                                               |
| L 1028a | – Hohenkirchen – Herrenhof – Georgenthal – Lohmühle – Tambach-Dietharz – Nesselhof – Schnellbach – L 1117 – Floh – L 1126 – L 1026 |
| L 1029a | in Behringen – L 1030 – Friedrichswerth – Weingarten – Teutleben – L 3007 – L 1025 in Laucha |
| L 1030a | L 1029 in Friedrichswerth – Brüheim – Sonneborn – Eberstädt – Goldbach – L 2123 – L 3007 in Gotha |
| L 1031a | L 2096 in Issersheilingen – Bothenheilingen – Großwelsbach – L 2100 – Thamsbrück – L 2102 – Bad Langensalza – |
| L 1032a | in Leinefelde – Birkungen – Reifenstein – Hüpstedt – L 1015 – Zaunröden – L 2038 – Keula – L 1016 – Holzthaleben – L 2096 – Großbrüchter – Toba – L 1033 – Wiedermuth – in Ebeleben |
| L 1033a | L 1016 – Kleinberndten – Dietenborn – L 2085 – L 1032 in Toba |
| L 1034a | L 2062 in Schiedungen – Friedrichsthal bei Nordhausen – Bliedungen – Königsthal – Kehmstedt – Wipperdorf – L 1035 – Pustleben – L 3080 – Kinderode – Nohra bei Nordhausen – L 2080 – Hünstein – Wolkramshausen – L 1036 – L 2083 – Kleinfurra – Großfurra – Sondershausen (– Abzweig zur ) – L 1040 – Berka – L 2290 – Bendeleben – L 1172 |
| L 1035a | L 1034 in Wipperdorf – Bleicherode – L 1011 – L 3080 in Obergebra |
| L 1036a | L 3080 in Kleinwerther – Großwerther – Schate – Wolkramshausen Bahnhof – L 2080 – L 1034 in Wolkramshausen |
| L 1037a | L 1014 in Ellrich – L 1039 – Cleysingen – Woffleben – L 2067 – Niedersachswerfen – Harzungen – Neustadt/Harz – L 2075 – Buchholz – L 1038 – Stempeda – Landesgrenze – (L 237 in Sachsen-Anhalt) |
| L 1038a | L 1037 in Buchholz – Petersdorf – L 3080 in Nordhausen |
| L 1039a | L 1037 in Ellrich – Tonberg – Gudersleben – L 2067 – Mauderode – in Günzerode |
| L 1040a | L 1034 in Sondershausen – Badra – Landesgrenze – (L 234 in Sachsen-Anhalt) – Landesgrenze – Seecamping Kelbra – Landesgrenze – (L 234 in Sachsen-Anhalt) |
| L 1041a | in Billeben – Abtsbessingen – Wenigenehrich – Großenehrich – L 2090 – Wasserthaleben – Westgreußen – Clingen – in Greußen |
| L 1042a | L 2104 in Oppershausen – Flarchheim – Mülverstedt – L 2100 – Weberstedt – L 2103 – Alterstedt – Zimmern – Bad Langensalza – |
| L 1044a | L 1027 – Bienstädt – Zimmernsupra – Ermstedt – Gamstädt – Kleinrettbach – Neudietendorf – Kornhochheim – L 2147 – – Thörey – L 1044n – L 3004 in Ichtershausen |
| L 1044n | L 1044 in Thörey – Rudisleben – L 3004 – |
| L 1045a | / in Gotha – Töpfleben – Günthersleben – Wechmar – L 1026 – Ringhofen – Mühlberg – L 2163 – Röhrensee – Holzhausen – L 1046 in Arnstadt |
| L 1046a | L 3004 in Arnstadt – L 1045 in Arnstadt – … – in Crawinkel – L 3247 |
| L 1047a | L 1048 in Arnstadt – Dorotheenthal – Dannheim – Branchewinda – /90n – Traßdorf – L 3087 – Lehmannsbrück – L 1144 in Gräfinau-Angstedt – … – in Gehren – Möhrenbach – L 1143 – Hohe Tanne – Großbreitenbach – L 2648 – Bad Hungertpfund – L 1112 in Oelze |
| L 1048a | L 3004 in Arnstadt – L 1047 – Dornheim – Marlishausen – Hohes Kreuz – L 1049 – in Stadtilm |
| L 1049a | L 3004 – L 2155 – Egstedt – Bechstedt-Wagd – Werningsleben – Elxleben – Bösleben – Wüllersleben – L 1048 in Stadtilm |
| L 1050a | L 3087 in Dienstedt – Oesteröda – Breitenheerda – Kirchremda – Remda – Eschdorf – in Teichröda |
| L 1051a | – Dermsdorf – Leubingen – L 2133 – Wenigensömmern – – L 1054 in Sömmerda – … – L 2142 in Stotternheim – |
| L 1052a | in Linderbach – Urbich – Windischholzhausen – Niedernissa – Haarberg-Siedlung – Klettbach – L 1056 – L 2155 – Nauendorf – Stausee Hohenfelden – in Kranichfeld – … – Rittersdorf – Treppendorf – Haufeld – in Teichel |
| L 1053a | – Legefeld – in Bad Berka |
| L 1054a | L 2133 in Weißensee – – … – L 1051 in Sömmerda – Schloßvippach – L 2140 – L 1056 – Dielsdorf – Vippachedelhausen – Neumark – Berlstedt – L 1055 – Stedten am Ettersberg – Ramsla – Ettersberg-Siedlung – / in Weimar |
| L 1055a | in Erfurt – Kerspleben – Töttleben – Kleinmölsen – Großmölsen – Ollendorf – Ballstedt – Berlstedt – L 1054 – Schwerstedt – in Buttelstedt |
| L 1056a | L 1054 in Schloßvippach – L 2141 – Eckstedt – … – – Hayn – L 2155 – L 1052/L 2155 in Klettbach |
| L 1057a | (L 217 in Sachsen-Anhalt) – Landesgrenze – – Rastenberg – Hardisleben – Buttstädt – L 1058 – L 2158 – Niederreißen – Oberreißen – Pfiffelbach – L 2159 – Wersdorf – Niederroßla – – L 1060 in Apolda |
| L 1058a | – Orlishausen – L 2140 – Vogelsberg – Kleinbrembach – Großbrembach – Buttstädt – L 1057 – Teutleben – Landesgrenze – (L 210 in Sachsen-Anhalt) |
| L 1059a | L 1060 in Apolda – Utenbach – L 2160 – Wormstedt – Eckolstädt – Münchengosserstädt – L 2304 – Camburg – L 1061 – |
| L 1060a | in Tannroda – Schwarza – Blankenhain – Rottdorf – L 2309 – Loßnitz – Söllnitz – Tromlitz – Niedersynderstedt – Magdala – L 2161 – Kleinschwabhausen – Großschwabhausen – Isserstedt – L 2301 – Kleinromstedt – Apolda – L 1057 – L 1059 – Nauendorf – Flurstedt – Obertrebra – Niedertrebra – Darnstedt – Bad Sulza – L 2158 – Großheringen – L 1061 – Landesgrenze – (L 203 in Sachsen-Anhalt)                                                                                |
| L 1061a | L 1060 in Großheringen – Weichau – Stöben – L 1059 in Camburg |
| L 1062a | L 1110 in Löbschütz – Seitenroda – Oberbodnitz – Geisenhain – L 1077 – Tröbnitz – Waltersdorf – Tälermühle – Erdmannsdorf – L 2318 – Lippersdorf – Ottendorf – Eineborn – L 1073 |
| L 1063a | (L 192 in Sachsen-Anhalt) – Landesgrenze – Mumsdorf – in Meuselwitz |
| L 1070a | – Rodameuschel – Frauenprießnitz – Wetzdorf – L 2306 – Mertendorf – Rauschwitz – Trotz – – L 1075 – – L 1073 – Hermsdorf – L 1073 – – Pörsdorf – Töppeln – L 2334 – Rubitz – Thieschitz – L 2323 – Milbitz – Gera – L 3002 – |
| L 1071a | (L 201 in Sachsen-Anhalt) – Landesgrenze – Schkölen – L 2306 – L 1372 – Hainchen – Gösen – L 3007 in Eisenberg |
| L 1072a | (L 3469 in Hessen) – Landesgrenze – Bornhagen – L 1002 |
| L 1073a | (L 198 in Sachsen-Anhalt) – Landesgrenze – Lindau – Königshofen – Eisenberg – L 3007 – Bad Klosterlausnitz – L 1075 – L 1070 – Hermsdorf – L 1076 – L 1062 – Tautendorf – |
| L 1074a | L 1005 in Heilbad Heiligenstadt – L 2006 – L 2022 – Uder – L 3080 – Lenterode – Wüstheuterode – L 1003 |
| L 1075a | L 1077 in Jena – Ilmnitz – Schlöben – Trockhausen – Schöngleina – L 2316 – L 2315 – – … – L 1073 in Bad Klosterlausnitz – Tautenhain – Bad Köstritz – L 2323 – L 3007 |
| L 1076a | L 1077 in Stadtroda – Quirla (– Abzweig zur ) – Mörsdorf – – L 1073 – Sankt Gangloff – Kleinsaara – Großsaara – L 1078 – Geißen – Windischenbernsdorf – L 2334 – L 3002 |
| L 1077a | / in Jena – L 1075 – Zöllnitz – Laasdorf – Gernewitz – Hainbücht – Stadtroda – L 2315 – L 1076 – Tröbnitz – L 1062 – Geisenhain – Wolfersdorf – Sachsenburg – Neustadt an der Orla – Moderwitz – Linda bei Neustadt an der Orla – L 2350 – – Dittersdorf – L 2349 – L 3002 |
| L 1078a | L 1076 in Großsaara – Schöna – Kleinbernsdorf – Münchenbernsdorf – |
| L 1079a | – Zschippach – Brahmenau – Groitschen – Bethenhausen – L 1081 |
| L 1080a | (L 194 in Sachsen-Anhalt) – Landesgrenze – L 1081 in Pölzig |
| L 1081a | (L 195 in Sachsen-Anhalt) – Landesgrenze – Pölzig – L 1080 – Sachsenroda – L 2326 – L 1079 – Baldenhain – Großenstein – Ronneburg – L 1362 – Raitzhain (– Abzweig zur /) – Reust – Rückersdorf – L 1082 – Vogelgesang – Morgensonne – L 1294 – Bahnhof Seelingstädt – L 2337 – in Chursdorf |
| L 1082a | – L 2330 – Liebschwitz – Niebra – Kleinfalke – Pohlen – Linda b. Weida – L 2336 – L 1081 in Rückersdorf |
| L 1083a | – Hohenölsen – Ölsengrund – Hohenleuben – Brückla – Mehla – L 1084 – Triebes – L 2332 – Weißendorf – in Zeulenroda |
| L 1084a | L 1083 in Mehla – L 1085 in Langenwetzendorf |
| L 1085a | L 1084 in Langenwetzendorf – Daßlitz – Nitschareuth – Neumühle/Elster – L 2344 – Kleinreinsdorf – Teichwolframsdorf – L 2337 – Landesgrenze – (S 314 in Sachsen) |
| L 1086a | in Greiz – Mohlsdorf – Reudnitz – Landesgrenze – (S 317 in Sachsen) |
| L 1087a | – L 2364 – Triptis – Gütterlitz – Auma – L 2350 – L 3002 – L 2331 – Wenigenauma – Quingenberg – Zeulenroda – L 2349 – – L 2346 – Landesgrenze – (S 316 in Sachsen) |
| L 1089a | – Unterkoskau – L 1090 – Stelzen – Landesgrenze – (S 311 in Sachsen) |
| L 1090a | L 2356/L 3002 – Tanna – L 1089 in Unterkoskau |
| L 1091a | – Ullersreuth, Industriegebiet |
| L 1092a | Hirschberg, Solarpark – Hirschberg – Landesgrenze – (St 2198 in Bayern) |
| L 1093a | (St 2196 in Bayern) – Landesgrenze – Blankenstein – L 2372 – – … – in Gefell – Haidefeld – Landesgrenze – (S 287 in Sachsen) – Landesgrenze – Abzweig Spielmes – Landesgrenze – (S 287 in Sachsen) |
| L 1095a | (St 2207 in Bayern) – Landesgrenze – Rodacherbrunn – L 2373 – Hornsgrün – L 2372 – Neundorf bei Bad Lobenstein – Bad Lobenstein – Schönbrunn – L 1099 – L 1102 – Pöritzsch – Saalburg – L 2356 – Kloster – Gräfenwarth – Oschitz, Gewerbegebiet – / |
| L 1096a | (St 2209 in Bayern) – Landesgrenze – Lehesten – L 1097 – Röttersdorf – Oßla – Wurzbach – L 2373 – |
| L 1097a | – Bärenstein – L 2376 – Gloppenbach – L 1096 in Lehesten |
| L 1098a | – Lippelsdorf – Gebersdorf – Gräfenthal – L 1150 – Zopten – in Probstzella |
| L 1099a | – Gleima – Gahma – L 2377 – Ruppersdorf – Eliasbrunn – L 1095 |

### L 1100 ff.
| Nr.    | Verlauf |
| ------ | --- |
| L 1100 | L 2366/L 2385 in Drognitz – Lothra – Thimmendorf |
| L 1102 | in Pößneck – Wernburg – L 2365 – Moxa – L 1104 – Wüstung Sornitz – Ziegenrück – L 1103 – Liebschütz – L 2366 – Liebengrün – Remptendorf – L 1095 |
| L 1103 | L 1102 in Ziegenrück – Eßbach – Erkmannsdorf – Crispendorf – Neundorf (bei Schleiz) – Görkwitz – L 3002 in Schleiz |
| L 1104 | L 1105/L 2365 – Schmorda – L 1102 in Moxa |
| L 1105 | in Unterwellenborn – Großkamsdorf – L 1106 – Goßwitz – Bucha – L 2384 – Kalte Schenke – L 1104/L 2365 |
| L 1106 | L 1105 in Großkamsdorf – in Kaulsdorf |
| L 1108 | in Naschhausen – Freienorla – Schimmersburg – Langenorla – Kleindembach – Pößneck – |
| L 1110 | L 1062 in Kahla – Chausseehaus – Hummelshain – Lichtenau – Neustadt an der Orla – |
| L 1112 | in Bad Blankenburg – Schwarzburg – L 1113 – Sitzendorf – L 2382 – L 1145 – Neu-Leibis – Glasbach – Mellenbach – Zirkel – L 1144 – Schwarzmühle – L 2648 – Katzhütte – L 1147 – Oelze – L 1047 – L 1138 – Goldisthal – Scheibe-Alsbach – Limbach – Neumannsgrund – Theuern – Truckenthal – Schalkau – Almerswind – Landesgrenze – (St 2206 in Bayern) |
| L 1113 | in Unterköditz – Allendorf – L 1112 in Schwarzburg |
| L 1114 | – Gösselborn – Paulinzella – Milbitz – in Rottenbach |
| L 1117 | L 1028 in Schnellbach – Struth-Helmershof – L 2610 – Rotterode – L 1128 in Steinbach-Hallenberg |
| L 1118 | L 1026 in Schmalkalden – L 2610 – Näherstille – Mittelstille – Springstille – Steinbach-Hallenberg – L 1128 – Viernau – L 1131 – in Benshausen |
| L 1120 | – Tiefenort – Hämbach – L 1022 in Stadtlengsfeld |
| L 1121 | – Witzelroda – Neuendorf – Kloster Allendorf – Dorf Allendorf – |
| L 1122 | (L 3175 in Hessen) – Landesgrenze – Andenhausen – |
| L 1123 | in Reichenhausen – Frankenheim/Rhön – L 1125 – Birx – Landesgrenze – (L 163 in Hessen) |
| L 1124 | (L 3174 in Hessen) – Landesgrenze – Unterweid – Kaltenwestheim – Mittelsdorf – Kaltensundheim – Aschenhausen – Oberkatz – L 2619 – Dörrensolz – Stepfershausen – Herpf – L 2621 – Melkers – Walldorf – L 2624 – Meiningen – L 1140 – L 2621 – L 3019/L 3089                                                                                          |
| L 1125 | (L 3176 in Hessen) – Landesgrenze – Frankenheim/Rhön – L 1123 – Landesgrenze – (St 2265 in Bayern) |
| L 1126 | – Gumpelstadt – Glücksbrunn – Schweina – Bad Liebenstein – L 1027 – Bairoda – Trusetal – L 1024 – Atzerode – Seligenthal – L 1026 – L 1028 in Floh |
| L 1127 | L 1027 – Brotterode – L 1024 – L 1026 in Kleinschmalkalden |
| L 1128 | L 1118 in Steinbach-Hallenberg – L 1117 – Unterschönau – Oberschönau – Kanzlersgrund – L 2273/L 3247 in Oberhof |
| L 1129 | L 3247 – L 2615/L 2632 in Schmücke |
| L 1131 | L 1118 in Viernau – Schwarza – Rohr – L 1140 – Ellingshausen – Obermaßfeld-Grimmenthal – L 3089 – Ritschenhausen – Neubrunn – Jüchsen – L 2628 – Exdorf – Haina – L 2668 – Römhild – L 1132 – Milz – Eicha – L 2671 – Landesgrenze – (St 2283 in Bayern)                                                                                             |
| L 1132 | L 1131 in Römhild – Waldhaus – Zeilfeld – L 2673 – L 1133 |
| L 1133 | in Hildburghausen – Leimrieth – L 1132 – Bedheim – L 2673 – Simmershausen – Gleicherwiesen – Linden – L 2671 – Landesgrenze – (St 2282 in Bayern) |
| L 1134 | L 1625 – Gerhardtsgereuth – Hildburghausen – Sophiental – Steinfeld – L 1153 – Streufdorf – Seidingstadt – Völkershausen – L 2671 – L 2642 – Heldburg – L 2675 – L 1135 – Hellingen – Landesgrenze – (St 2284 in Bayern) |
| L 1135 | L 1134 in Heldburg – Einöd – Lindenau – Landesgrenze – (St 2204 in Bayern) |
| L 1136 | L 3004 in Brünn/Thüringen – Goßmannsrod – in Schackendorf |
| L 1137 | L 1141 am Großen Dreiherrenstein – Neustadt am Rennsteig – L 1143 – L 2052 in Kahlert – … – L 1138 in Gießübel – Oberneubrunn – Unterneubrunn – Schönau – L 1142 in Lichtenau |
| L 1138 | L 1137 in Gießübel – Schwalbenhaupt – L 2052 – Massermühle – L 1112 in Katzhütte |
| L 1140 | L 3004 in Ilmenau – L 3051 – Langewiesen – |
| L 1141 | L 2632/L 3004 – Bahnhof Rennsteig – Allzunah – L 1137 am Großen Dreiherrenstein |
| L 1142 | L 3004 in Ratscher – Heckengereuth – Oberrod – Waldau – L 2638 – L 1137 in Lichtenau |
| L 1143 | L 1137 in Neustadt am Rennsteig – L 1047 in Hohe Tanne |
| L 1144 | – Herschdorf – L 2389 – Allersdorf – L 1112 in Zirkel |
| L 1145 | L 1112 – Blechhammer – Unterweißbach – Oberweißbach – Cursdorf – L 2648 – L 1147 – – Neuhaus am Rennweg – L 1149 in Ernstthal |
| L 1147 | L 1112 in Katzhütte – L 1145 |
| L 1148 | in Steinheid – Göritz – L 1149 – Steinach – L 2657 – L 1150 in Blechhammer |
| L 1149 | L 1145 in Ernstthal – Lauscha – L 1148 in Göritz |
| L 1150 | L 1098 in Gräfenthal – Kalte Küche – L 1152 – Spechtsbrunn – Hasenthal – L 2658 – Schneidermühle – Friedrichsthal – Eschenthal – Georgshütte – Blechhammer – L 1148 – Hüttengrund – Hüttensteinach – Sonneberg – L 2661 – |
| L 1152 | in Schmiedefeld – Piesau – Spechtsbrunn – L 1150 – L 2659 – Landesgrenze – (St 2201 in Bayern) – Landesgrenze – L 2661 in Jagdshof |
| L 1153 | L 1134 in Steinfeld – Eishausen – Adelhausen – Landesgrenze – (St 2205 in Bayern) |
| L 1172 | L 1034 – Rottleben – L 2293 – L 2292 – Bad Frankenhausen/Kyffhäuser – Esperstedt – L 1221 – Ringleben bei Artern/Unstrut – Schönfeld – Artern/Unstrut – L 3086 – … – – L 3086 – Artern/Unstrut – Kalbsrieth – L 1218 – Landesgrenze – (L 172 in Sachsen-Anhalt)                                                                                      |
| L 1172 | neuer Verlauf (teilweise als L 1172n in Bau): L 1034 – Rottleben – L 2293 – L 2292 – Bad Frankenhausen/Kyffhäuser – Esperstedt – L 1221 – – L 3086 – Artern/Unstrut – Kalbsrieth – L 1218 – Landesgrenze – (L 172 in Sachsen-Anhalt) |

### L 1200 ff.
| Nr.    | Verlauf |
| ------ | --- |
| L 1214 | L 1218 in Schönewerda – Bottendorf – Roßleben – L 1217 – Landesgrenze – (L 214 in Sachsen-Anhalt)                                    |
| L 1215 | L 3086 in Reinsdorf – Gehofen – Nausitz – L 1218 – Donndorf – Hechendorf – Wiehe – L 1217 – Landesgrenze – (L 215 in Sachsen-Anhalt) |
| L 1217 | (L 217 in Sachsen-Anhalt) – Landesgrenze – Roßleben – L 1214 – Wiehe – L 1215 – Landesgrenze – (L 217 in Sachsen-Anhalt)             |
| L 1218 | (L 218 in Sachsen-Anhalt) – Landesgrenze – Mönchpfiffel – Heygendorf – L 1172 – Schönewerda – L 1214 – L 1215                        |
| L 1221 | L 1172 in Esperstedt – Oldisleben – L 2287 –                                                                                         |
| L 1294 | L 1081 in Braunichswalde, Gewerbegebiet Morgensonne – Landesgrenze – (S 294 in Sachsen)                                              |
| L 1295 | in Greiz – Landesgrenze – (S 295 in Sachsen)                                                                                         |
| L 1296 | in Sachswitz – Landesgrenze – (S 296 in Sachsen)                                                                                     |

### L 1300 ff.
| Nr.    | Verlauf |
| ------ | --- |
| L 1350 | L 1361 – Breitenhain – Lucka – Landesgrenze – (S 50 in Sachsen) |
| L 1353 | – Pöppschen – Bocka – Landesgrenze – (S 53 in Sachsen) |
| L 1354 | L 1358 – Ponitz – Landesgrenze – (S 54 in Sachsen) |
| L 1355 | L 2174 in Wintersdorf – Lehma – Gerstenberg – / |
| L 1357 | in Klausa – Lohma – Zschernichen – Buscha – Langenleuba-Niederhain – Beiern – Landesgrenze – (S 57 in Sachsen) |
| L 1358 | in Schmölln – Nitzschka – L 1359 – Nörditz – Gößnitz – L 1354 – |
| L 1359 | L 1361 – Kummer – L 1358 in Nitzschka |
| L 1361 | (S 61 in Sachsen) – Landesgrenze – Prößdorf – Breitenhain – L 1350 – Bünauroda – L 2174 – Meuselwitz – Neupoderschau – Posa – Starkenberg – Kreutzen – Misselwitz – Mehna – L 1362 – Schwanditz – Altkirchen – Bohra – Schmölln – – L 1359 – – Schönhaide – Landesgrenze – (S 290 in Sachsen) |
| L 1362 | (L 202 in Sachsen-Anhalt) – Landesgrenze – Hartha – Lumpzig – L 1361 – Romschütz – Göhren – L 2171 – in Altenburg |
| L 1372 | L 1071 in Schkölen – Zschorgula – Nautschütz – Landesgrenze – (L 190 in Sachsen-Anhalt) |
| L 1374 | (L 193 in Sachsen-Anhalt) – Landesgrenze – Ahlendorf – Crossen an der Elster – L 3007 in Hartmannsdorf |

### L 1600 ff.
| Nr.    | Verlauf                                                |
| ------ | ------------------------------------------------------ |
| L 1625 | – Kloster Veßra – Zollbrück – L 2633 – L 1134 – L 3004 |